# Aeródromo de Chamela
El Aeródromo de Chamela (Código OACI: MX21 – Código DGAC: CHM) es un pequeño aeropuerto que sirve a la zona hotelera de Chamela en el Municipio de La Huerta, Jalisco. es operado por Ecodesarrolladores del Pacífico S. de R.L. de C.V. Cuenta con una pista de aterrizaje sin pavimentar de 1,164 metros de largo y 45 metros de ancho.

## Accidentes e incidentes
- El 5 de febrero de 2014 una aeronave Mooney M20K-231 con matrícula XB-CNA que operaba un vuelo privado que partió del Aeropuerto Internacional de Puerto Vallarta con destino al Aeropuerto Internacional de Guadalajara con una escala en el Aeródromo de Chamela se estrelló cerca del poblado de Mismaloya antes de hacer su escala en Chamela, incendiándose y matando a los 2 ocupantes.[2][3][4]